# Roll on sweet Mississippi
Roll on sweet Mississippi is een lied van Dobie Gray. Hij plaatste het in 1974 op een single en zijn elpee Hey Dixie. Op de B-kant van de single staat het nummer The music's real (Mentor's song). Gray kende geen hitnoteringen met het nummer.
Nog hetzelfde jaar werd het gecoverd door de Nederlandse zanger Oscar Benton. Benton had ervoor drie singles in de hitlijsten gehad, deze bleef echter steken in de Tipparade van Radio Veronica.
Voor Pussycat was het in 1983 een van de zeldzame covers; hun meeste werk werd geschreven door Werner Theunissen. Het nummer verscheen op de voorlaatste single van de band en bereikte de hitparades niet.